# The Switch Tower
The Switch Tower é um filme mudo norte-americano de 1913, do gênero drama, dirigido por Anthony O'Sullivan, mas também provavelmente dirigido pelo cineasta D. W. Griffith.